# ورقة نقدية تجريبية
الورقة النقدية التجريبية هي ورقة نقدية تطبع بالمطبعة لاختبار ألواح الطباعة لمعرفة ما إذا كانت مناسبة أم لا لوضعها في الإنتاج الكامل. كوسيلة للتحقق من مدى ملاءمة التصميم للإنتاج الكامل كإصدار نقدي، بالإضافة إلى كونها جزءًا من عملية اختبار مراحل طباعة الأوراق النقدية المختلفة. قد تكون الأوراق النقدية التجريبية نسخًا جزئية للوجه أو الوجه فقط ("نسخ أحادية الوجه")، أو لأجزاء من التصميم فقط، مثل شكل الصورة الشخصية.

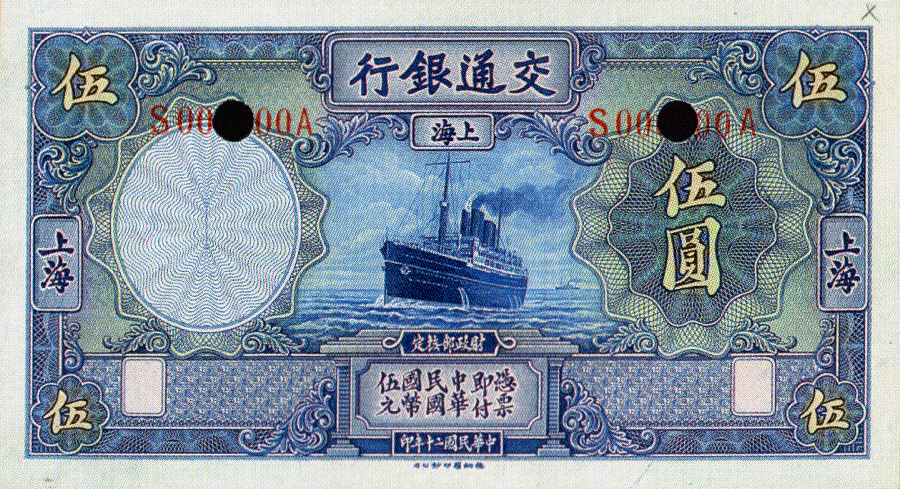
ورقة نقدية تجريبية لبنك الاتصالات 01

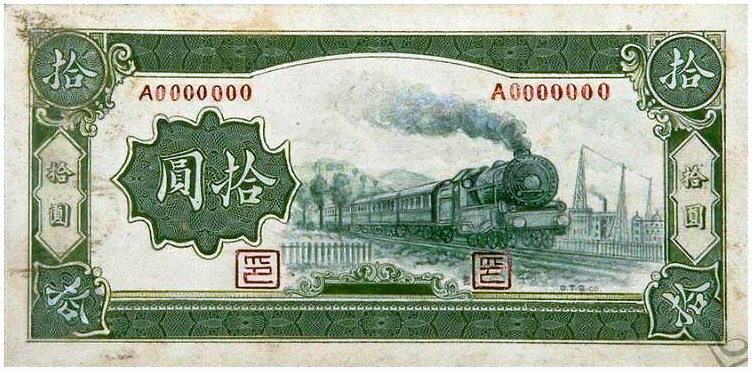
ورقة نقدية تجريبية لبنك الاتصالات 05

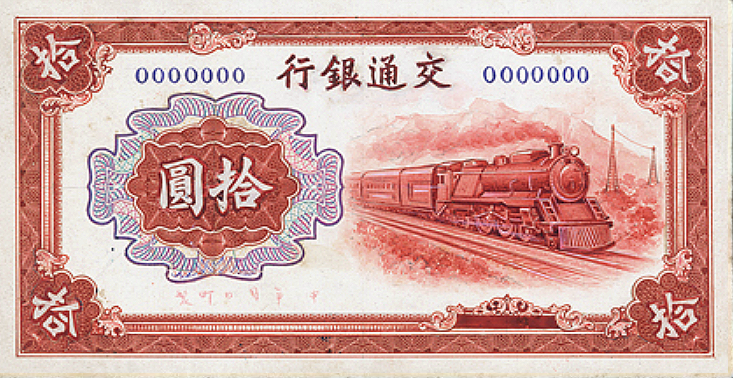
ورقة نقدية تجريبية لبنك الاتصالات 06

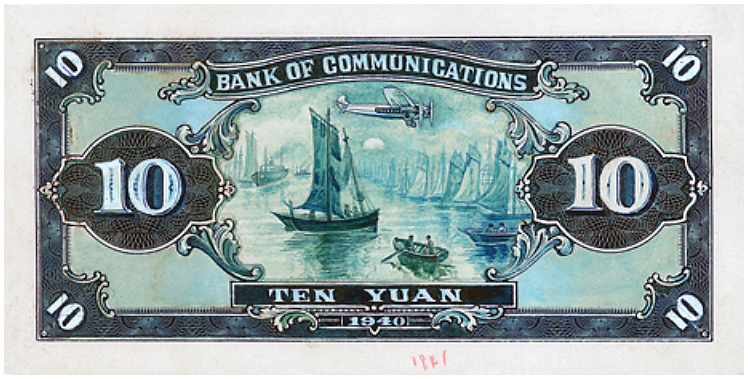
ورقة نقدية تجريبية لبنك الاتصالات 07

أحد أسباب رفض الورقة النقدية التجريبية هو عدم ملاءمة اللون لسبب أو لآخر.
من الأسباب الأخرى التي قد تؤدي إلى رفض ورقة نقدية تجريبية هو عدم ملاءمة التصميم نفسه لسبب أو لأسباب أخرى.